# 阿芒蔭眼蝶
阿芒蔭眼蝶（學名：Neope armandii）又名阿芒蔭眼蝶、白色黃斑蔭蝶、白黃斑蔭蝶、白斑鏈眼蝶、阿氏蔭眼蝶、白條鏈眼蝶。是屬於蛺蝶科眼蝶亞科的一種蝴蝶，是蔭眼蝶屬的一種。分佈於中國至中南半島一帶。出沒於海拔約1000~1400米的樹林，飛行快速，在近地面活動。

## 分佈
分佈於中國（四川、雲南、浙江、福建、湖北、陝西等）、台灣、印度阿薩姆邦、緬甸、越南、老撾、泰國等東亞、南亞區域。

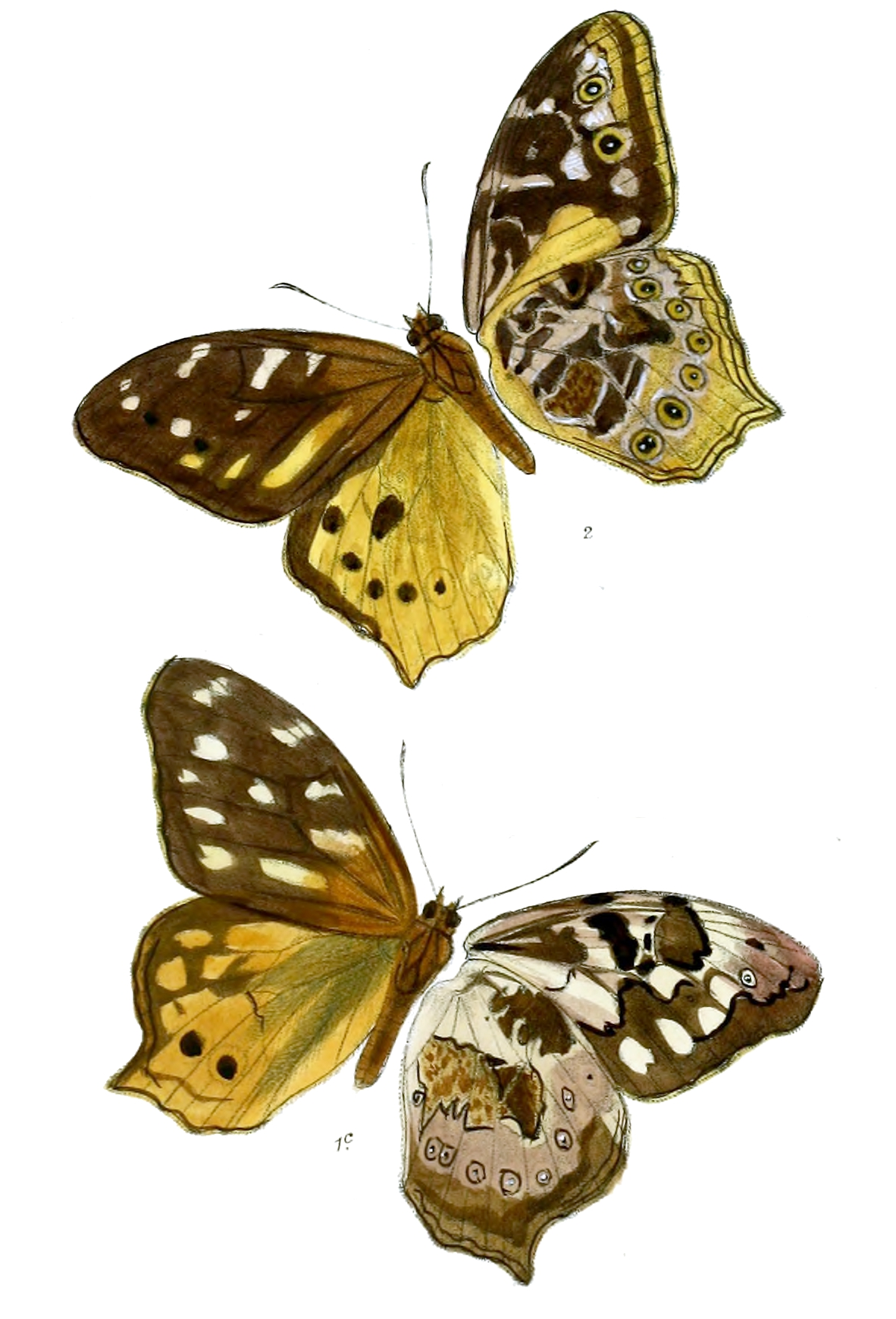
翅面(左)和翅底(和)外觀

## 外型
翅膀呈黃褐色。翅面沿亞外緣有一列黃白斑紋。前翅翅底亞緣有兩個黑色眼斑，中室有4個不規則白斑，下緣部份黃色，雄蝶於CuA2室有暗褐色性標；後翅翅底亞外緣有7個眼斑，中域有不規則黑白交錯的斑紋。

## 棲地
棲息於常綠闊葉林與箭竹林，一年可能有兩代，成蝶飛行快速敏捷，活動期為三月至十月。幼蟲以禾本科芒草葉片為食。

## 亞種
- N. a. armandii - 指名亞種，分佈於印度阿薩姆邦、泰北、越南、老撾及中國[3]
- N. a. davidi Mell, 1939
- N. a. fusca Leech, 1891 - 分佈中國湖北、四川等地[4]
- N. a. lacticolora Fruhstorfer, 1908
- N. a. khasiana Moore, 1881 - 分佈於印度阿薩姆邦、泰北、越南、緬甸及雲南

## 腳註
1. 1 2  許家珠、魏煥志、賴平芳. . 中國: 陝西科學技術出版社. 2010年6月. ISBN 9787536947801 （中文（简体））.
2. ↑  徐堉峰，梁家源，黃智偉，沈宗諭. . 農業部林業及自然保育署. 2021/12. ISBN 9786267100523.
3. ↑  Neope armandii armandii （页面存档备份，存于） - Check List of Butterflies in Indo-China
4. ↑  Leech, 1891. New Species of Rhopalocera from Western China Entomologist 24 (Suppl.) : 57-61, 68

## 外部連結
- 维基共享资源上的相關多媒體資源：阿芒蔭眼蝶
- 維基物種上的相關：阿芒蔭眼蝶
- Neope armandii （页面存档备份，存于） - funet.fi
- Neope armandii （页面存档备份，存于） - Catalogue of Life